# Bazyli I Skamandrenos
Bazyli I Skamandrenos, gr. Βασίλειος Σκαμανδρηνός – patriarcha Konstantynopola w latach 970–974. 

## Życiorys
Był patriarchą Konstantynopola od 13 lutego 970 do grudnia 974 r. Jako patriarcha został oskarżony o spiskowanie przeciw cesarzowi Janowi I Tzimiskesowi. Został wygnany. 